# P1Harmony
I P1Harmony (피원하모니?, piwon-hamoniLR; anche abbreviato in P1H) sono un gruppo musicale sudcoreano formatosi nel 2020 sotto la FNC Entertainment. Il gruppo ha fatto il suo esordio il 28 ottobre 2020 con l'EP Disharmony: Stand Out. Il gruppo è composto da sei membri: Keeho, Theo, Jiung, Intak, Soul e Jongseob.
Dal loro debutto, i P1Harmony hanno pubblicato sette EP, un singolo inglese, tre collaborazioni e un album. Inoltre, sono attivi anche su SoundCloud dove pubblicano canzoni prodotte interamente da loro stessi.

## Storia

### Prima del debutto
Jongseob era un concorrente del talent show di SBS K-pop Star 6: The Last Chance. Essendo uno dei vincitori del programma, ha vinto un contratto con la YG Entertainment. Due anni più tardi, ha partecipato al survival show della YG chiamato YG Treasure Box, facendo parte del Gruppo C. Tuttavia, nel nono episodio è stato eliminato.
Hanno ricevuto fin da subito attenzione grazie alla produzione del loro film di debutto P1H: L'inizio di un nuovo mondo (피원에이치: 새로운 세계의 시작?, piwon-eichi: saeroun segye-e shijakLR), disponibile sullo shop Weverse.

### 2020–presente: Debutto e tour
Il 28 ottobre 2020 i P1Harmony hanno fatto il loro debutto con l'EP Disharmony: Stand Out, con Siren facente da singolo di lancio. Il progetto ha debuttato alla posizione 5 della classifica sudcoreana e venduto quasi 38 mila copie nel mercato sudcoreano. Il 20 aprile 2021 il gruppo fa il suo primo ritorno con l'EP Disharmony: Break Out, con Scared come brano principale. Il progetto raggiunge la posizione 6 nella classifica sudcoreana e vende circa 67 mila copie in tale mercato.
Il 3 gennaio 2022 esce il loro terzo EP, Disharmony: Find Out, che comprende il singolo apripista Do It like This. Il progetto si posiziona al terzo posto nella classifica coreana e vende 108 mila copie in tale mercato. L'EP raggiunge nuovamente la terza posizione in classifica e le sue vendite si assestano sulle 80 mila copie. Il 10 marzo 2022 viene pubblicata anche la versione inglese del singolo. Il 2022 segna per il gruppo un anno di svolta nella loro carriera da artisti: il 21 gennaio 2022 viene annunciato il loro primo tour chiamato 2022 P1Harmony LIVE TOUR [P1ustage H : PEACE]. Il tour dura circa tre mesi (dal 26 febbraio al 18 maggio). La prima tappa ha avuto luogo a Seoul, mentre gli altri 11 concerti si sono tenuti negli USA; per via dell'alto numero di richieste, a New York e a Los Angeles sono state aggiunte delle date.
Il 20 luglio 2022, il gruppo ritorna con il quarto EP HARMONY : ZERO IN con Doom Du Doom come singolo. Nei tre giorni successivi alla pubblicazione, il progetto si posiziona nuovamente al terzo posto nella classifica coreana, scendendo poi alla sesta; vende 104 mila copie nel mercato sudcoreano. Il 30 novembre 2022 viene pubblicato il loro quinto l'EP HARMONY : SET IN, la cui traccia principale è Back Down.
Per i P1Harmony il 2023 si apre con un nuovo tour, annunciato il 5 dicembre 2022, dal nome 2023 P1Harmony LIVE TOUR [P1ustage H : P1ONEER]. Come il primo tour, anche il secondo comprende Seoul come unica tappa coreana, spostandosi poi negli USA, dove ad ospitarli sono le stesse città dell'anno prima, con l'aggiunta di cinque tappe ma con la sottrazione di Miami. Il tour inizia il 14 gennaio 2023 nella capitale sudcoreana, dove a differenza della prima volta performano per due giorni diversi. Il tour si concluse, come previsto, nella città statunitense di Dallas, il 16 febbraio, con una serie di tappe aggiuntive in Sudamerica e Europa nell’estate e inverno 2023. Più tardi, il 21 aprile distribuiscono una canzone in collaborazione con il trio britannico New Hope Club, ovvero Super Chic.
L'8 giugno 2023, pubblicano il loro sesto EP, HARMONY: ALL IN, il cui brano principale è Jump. Dopo due settimane l'album ha scalato la classifica della Top 200 Albums della Billboard, posizionandosi alla 51ª posizione. Finirono anche nel podio della classifica degli World Albums, aggiudicandosi il terzo posto. Questo EP detiene il record personale del gruppo per il maggior numero di copie vendute, nella Corea del Sud, in una settimana, mese ed anno, rispettivamente: 251 mila, 246 mila e 273 mila.
Dopo il successo di Jump, i P1Harmony pubblicano un nuovo singolo l'8 novembre, in collaborazione con il producer americano Tricky Stewart: Fall in Love Again. Arrivò 40° nella classifica della radio statunitense Mediabase.
Il gruppo, il 5 febbraio 2024, pubblicano il loro primo album Killin' It, la cui title track prende lo stesso nome. Dopo 3 anni e 4 mesi, ricevono la loro prima vittoria il 16 febbraio al Music Bank show. Con questo album, si aggiudicano un nuovo record personale: maggior numero di copie vendute in un giorno, ovvero 166 mila. Il 27 aprile iniziò il loro terzo tour, 2024 P1Harmony LIVE TOUR [P1ustage H: UTOP1A], dove Seoul rimase sempre unica tappa sud coreana. A causa di un infortunio, il membro Jiung, non poté performare per un po' di tempo (dal 4 maggio al 6 giugno). Il tour si concluse a gennaio 2025, dopo la fine delle tappe europee. 
Il 21 agosto 2024, è stato inoltre pubblicato il loro primo album giapponese, costituito dalle loro title track e dalla versione giapponese del loro singolo di debutto, Siren. È intitolato Love&P1ece: The Best of P1Harmony.
Il 20 settembre 2024 pubblicano il loro settimo EP, Sad Song, per poi ricevere ben 3 vittorie ai music show coreani: il 24 settembre al The Show, il 25 settembre allo Show Champion e il 27 settembre, giorno del compleanno del leader Keeho, al Music Bank show. Inoltre, per la prima settimana di distribuzione, l’EP si posiziona al No. 16 nella classifica Billboard 200 e al No. 1 in quelle dei World Albums e degli Indipendent Albums, insieme alla terza posizione dei Top Album Sales e dei Top Current Album Sales. Infine, i P1Harmony hanno raggiunto il picco della quattordicesima posizione nella classifica Billboard’s Artist 100.
L’8 maggio 2025 i P1Harmony tornano sulla scena con il loro ottavo EP “DUH!”, anticipato da un teaser online. Il brano riceve rapidamente ottimi consensi per la sua energia trascinante, la coreografia accattivante e un videoclip ad alto impatto visivo che supera i 4 milioni di visualizzazioni in meno di 48 ore. Inoltre, l’album si classifica per tre settimane consecutive nella classifica Billboard dei World Albums, Indipendent Albums, Top Album Sales, Top Current Album Sales, Indipendent Albums, Billboard Artist 100 e Billboard 200; esso ottiene anche due vittorie ai music show coreani (il 14 maggio allo Show Champion e il 16 maggio al Music Bank).
Il 16 giugno 2025 hanno annunciato il loro quarto tour, 2025 P1Harmony LIVE TOUR [P1ustage H : MOST WANTED], che si terrà in Asia e negli Stati Uniti a partire dal 9 agosto fino al 21 ottobre 2025.

## Formazione
- Keeho (기호) – leader, voce.

Nasce il 27 settembre 2001 come Yoon Stephen Keeho (윤기호) a Toronto, in Canada.
- Theo (테오) – voce.

Nasce il 1º luglio 2001 come Choi Taeyang (최태양) a Daejeon, in Corea del Sud.
- Jiung (지웅) – rap, voce.

Nasce il 7 ottobre 2001 come Choi Jiung (최지웅) ad Anyang, in provincia di Gyeonggi, Corea del Sud.
- Intak (인탁) – rap, ballo.

Nasce il 31 agosto 2003 come Hwang Intak (황인탁) a Yangju, in Corea del Sud.
- Soul (소울) – rap, ballo.

Nasce il 1º febbraio 2005 come Haku Shota (白翔太) a Saitama, in Giappone.
- Jongseob (종섭) – rap, ballo.

Nasce il 19 novembre 2005 come Kim Jongseob (김종섭) a Ilsangdong, in provincia di Gyeonggi, Corea del Sud.

## Discografia

### Album in studio

#### In lingua coreana
- 2024 – Killin' It

#### In lingua giapponese
- 2024 – Love&P1ece: The Best of P1Harmony

### EP
- 2020 – Disharmony: Stand Out
- 2021 – Disharmony: Break Out
- 2022 – Disharmony: Find Out
- 2022 – Harmony: Zero In
- 2022 – Harmony: Set In
- 2023 – Harmony: All In
- 2024 – Sad Song
- 2025 – DUH!

### Collaborazioni
- 2022 – Gotta Get Back (con Pink Sweats)
- 2023 – Super Chic (con New Hope Club)
- 2023 – Fall in Love Again (prod. Tricky Stewart)

## Videografia
- 2020 – Siren
- 2021 – Scared
- 2022 – Do It like This
- 2022 – Doom Du Doom
- 2022 – Back Down
- 2023 – Jump
- 2023 – Fall in Love Again
- 2024 – Killin' It
- 2024 – Sad Song
- 2025 - DUH!

## Filmografia

### Cinema
- P1H: L'inizio di un nuovo mondo (2020) – film di debutto

### Programmi televisivi
- P1Harmony Harmonission (2021)
- 1theK Hard Training Team (2021)
- SAESSAK HARMONY S.1-2 (2021)
- HARMONY FOREST S.1-2 (2022)
- Legendary Move (2023)
- HARMONY ADVENTURE S.1 (2023)
- HARMONY ADVENTURE S.2 (2024)